# Megalictis ferox
Il megalitte (Megalictis ferox) è un mammifero carnivoro fossile, vissuto nel Miocene inferiore negli Stati Uniti.

## Storia della scoperta
Il genere Megalictis fu inizialmente descritto da W. D. Matthew nel 1907, e assegnato alla famiglia dei Mustelidae. Due generi simili scoperti nello stesso periodo, Aelurocyon (Peterson, 1907) e Paroligobunis (Peterson, 1910) vennero identificati come sinonimi di Megalictis nel 1996. Paroligobunis fu successivamente riassegnato a un genere separato nel 1998. P. R. Bjork, nel 1970, assegnò il genere alla sottofamiglia Mellivorinae, mentre J. A. Baskin la riassegnò agli Oligobuninae nel 1998.
Al genere sono state assegnate tre specie: M. ferox, M. petersoni e M. frazieri, mentre altre due, Megalictis brevifacies e Megalictis simplicidens, sono state considerate come sinonimi di M. ferox. Altri sinonimi di M. ferox includono Aelurocyon brevifacies, Brachypsalis simplicidens e Paroligobunis simplicidens.

## Un "ghiottone" gigante
Questo grosso predatore è stato classificato tra i mustelidi, una famiglia comprendente in genere piccoli animali come la faina, la donnola o il tasso. Megalictis, invece, era più simile a un ghiottone (Gulo gulo), e probabilmente i due animali erano strettamente imparentati. La taglia del ghiottone, però, di solito si aggira sul metro e dieci di lunghezza, mentre quella di Megalictis superava i due metri e dovere raggiungere un peso tra 60 e 100 kg. Doveva essere uno dei predoni più temibili della sua epoca, e probabilmente attaccava le sue prede balzando loro addosso, piuttosto che ricorrere a un lungo inseguimento. Un altro mustelide gigante fossile, l'africano Ekorus ekakeran, sembrerebbe essersi specializzato come corridore.
Fossili di Megalictis sono stati rinvenuti in strati del Miocene inferiore nell'Agate Fossil Beds National Monument in Nebraska e nella Rosebud Formation di Shannon County, nel Wyoming. I fossili di Agate sono stati rinvenuti insieme a quelli di un altro mustelide di dimensioni minori, Promartes, ed erano presenti anche altri carnivori come il "cane-orso" Daphoenodon, onnivori (Daeodon) ed erbivori (Oxydactylus, Menoceras, Moropus).